# Shuigou (sockenhuvudort i Kina, Yunnan Sheng, lat 26,94, long 103,04)
Shuigou är en sockenhuvudort i Kina. Den ligger i provinsen Yunnan, i den sydvästra delen av landet, omkring 210 kilometer norr om provinshuvudstaden Kunming. Antalet invånare är 10 658. Befolkningen består av 4 783 kvinnor och 5 875 män. Barn under 15 år utgör 27,0 %, vuxna 15-64 år 62 %, och äldre över 65 år 10,0 %.
Runt Shuigou är det ganska tätbefolkat, med 149 invånare per kvadratkilometer. Närmaste större samhälle är Xinhua, 11,9 km sydväst om Shuigou. I omgivningarna runt Shuigou växer i huvudsak blandskog.
Genomsnittlig årsnederbörd är 898 millimeter. Den regnigaste månaden är juli, med i genomsnitt 197 mm nederbörd, och den torraste är januari, med 6 mm nederbörd.